# Nardela
Reinaldo Antônio Baldessin, detto Nardela (Piracicaba, 1º gennaio 1958), è un ex calciatore brasiliano, di ruolo centrocampista.

## Biografia
Nato in una famiglia non agiata di Piracicaba, il padre era un camionista con un reddito piuttosto basso. Già in età molto giovane Nardela venne a contatto con il gioco del calcio. In seguito al termine della sua attività professionistica, divenne aldermanno di Joinville dal 2001 al 2004 e assunse l'incarico di direttore delle giovanili del Joinville Esporte Clube. È sposato con Haidy e ha due figli maschi, Rafael Arthur e Davi Alexandre.

## Caratteristiche tecniche
Giocava come centrocampista. Inizialmente impiegato come trequartista, nel periodo finale della sua carriera retrocesse di qualche metro, ricoprendo il ruolo di regista. Era dotato di una tecnica particolarmente affinata, di una buona precisione nei passaggi ed era specializzato nell'esecuzione dei calci piazzati, fossero essi punizioni o rigori. Calciatore votato al gioco d'attacco, era particolarmente abile negli inserimenti in area di rigore e nel finalizzare: grazie a questa capacità è divenuto il maggior realizzatore nella storia del Joinville con 130 reti.

## Carriera

### Club
Dopo aver trascorso vari anni nel settore giovanile del XV de Piracicaba, fu promosso in prima squadra nel 1974, a 16 anni, giocando nel Campionato Paulista. Nel 1976 sfiorò la vittoria nel torneo statale, e venne inviato in prestito per sei mesi alla Portuguesa, compagine allenata da Otto Glória che disputava il campionato di massima serie nazionale. Debuttò il 7 settembre 1976 contro il Cruzeiro al Mineirão, entrando al posto di Rui Rei. Segnò entrambe le sue reti nella medesima gara, contro il Botafogo di Ribeirão Preto al Pacaembu. Terminato il periodo di prestito, fece ritorno nei ranghi del XV de Piracicaba, ove rimase fino al 1979, giocando due edizioni del campionato brasiliano, la 1977 e la 1978. Venne poi acquistato dal Grêmio, una squadra di primo piano, e con essa vinse il suo primo titolo, il campionato Gaúcho del 1979. Con la formazione di Porto Alegre disputò il solo V Copa Brasil, totalizzando 11 presenze e due reti. L'anno successivo fu ceduto al Guarani di Campinas, e con tale squadra disputò il Brasileirão 1980. Sempre nel 1980 venne messo sotto contratto dal Joinville, grazie all'intercessione del direttore sportivo Carlos Alberto Virmond. In tale società trovò un ambiente a lui congeniale, e vi rimase per dieci anni consecutivi. Nel gennaio del 1981 vinse il primo campionato statale con il Joinville, il Catarinense del 1980 che si era protratto fino a quel mese. Debuttò nella prima divisione nazionale il 18 gennaio 1981 contro l'Inter de Limeira. Andò a segno per la prima volta con la nuova maglia in Série A il 17 febbraio 1982, contro l'Inter de Santa Maria. Nel frattempo, proseguirono i successi nel campionato Catarinense: nel 1981, 1982, 1983, 1984 e 1985 il club inanellò una serie di vittorie in successione. Nel 1987 arrivò il settimo titolo per Nardela e per il Joinville, e lo stesso giocatore fu un momento significativo: marcò infatti il gol decisivo per la vittoria nella finale contro il Criciúma, che fu eletto miglior gol dell'anno dalla trasmissione televisiva Fantástico. Nel 1989 e 1990 il Joinville perse le finali del torneo, e nel primo di questi Nardela fu capocannoniere con 19 segnature. Lasciò poi il Joinville per il Vitória, squadra di Salvador con cui disputò un solo incontro, segnando una rete, contro il Fluminense all'Estádio da Fonte Nova l'11 marzo 1990. Dopo l'esperienza al Coritiba in Série B, tornò al Joinville, dove giocò le ultime gare, raggiungendo un totale di 680 e divenendo così il calciatore con il maggior numero di presenze con la maglia tricolore. Nel 1995 si ritirò giocando per il Brusque.

### Nazionale
A livello internazionale, Nardela presenziò esclusivamente per le selezioni giovanili. Nel 1976 fu convocato per la prima volta in Nazionale, che all'epoca non aveva un limite d'età, ma era semplicemente chiamata Seleção Amadora. Con tale maglia partecipò al Torneo di Cannes, tenutosi nella cittadina francese e riservato a giocatori Under-18. Successivamente, Evaristo de Macedo lo incluse nella lista per il primo Campionato mondiale di calcio Under-20, quello di Tunisia 1977. In detta manifestazione, però, Nardela non scese mai in campo.

## Palmarès

### Club

#### Competizioni nazionali
- Campionato Gaúcho: 1

Grêmio: 1979
- Campionato Catarinense: 7

Joinville: 1980, 1981, 1982, 1983, 1984, 1985, 1987

### Individuale
- Capocannoniere del Campionato Catarinense: 1

1989 (19 gol)